# Vjatjeslav Pimenov

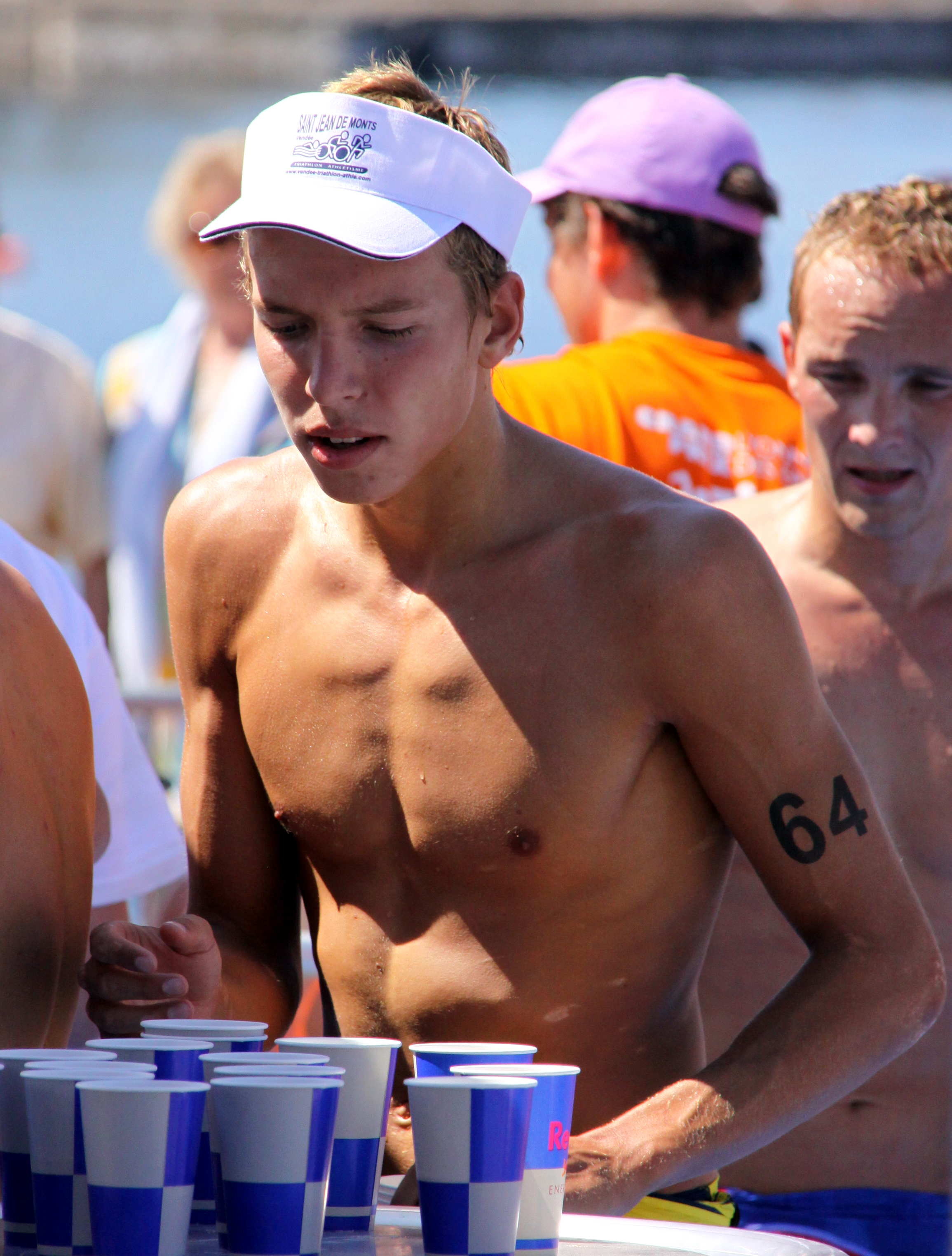
Vjatjeslav Pimenov vid Triathlon de Dunkerque, 2010.

Vjatjeslav Igorevitj Pimenov (ryska: Вячеслав Игоревич Пименов) född 1 mars 1991 i Moskva, är en rysk professionell triathlet och långdistanslöpare.
År 2010 deltog Pimenov i den prestigefyllda tävlingsveckan Lyonnaise des Eaux, där han representerade klubben St. Jean de Monts Vendee Tri Athletisme. I den första tävlingen, Triathlon de Dunkerque, den 23 maj 2010 slutade han på 39:e plats och blev tredje bästa från sin klubb. 

## ITU-tävlingar från 2008-2010
| Datum      | Tävling                     | Plats        | Resultat |
| ---------- | --------------------------- | ------------ | -------- |
| 2008-09-06 | Europacupen (Junior)        | Pulpí        | 7        |
| 2008-10-26 | Europacupen (Junior)        | Alanya       | 5        |
| 2009-07-02 | Europamästerskapen (Junior) | Holten       | 23       |
| 2009-08-08 | Europacupen (Junior)        | Tiszaújváros | 2        |
| 2010-07-03 | Europamästerskapen (Junior) | Athlone      | 3        |

### Fotnoter
1. ↑  ”Triathlon de Dunkerque”. Ipitos. Arkiverad från originalet den 27 maj 2010. https://web.archive.org/web/20100527085935/http://www.ipitos.com/de-resultats/course-132-epreuve-403. (franska)